# Fausto Dotti
Fausto Dotti (Brescia, 7 giugno 1968) è un ex ciclista su strada italiano, professionista dal 1993 al 2002.

## Carriera
Professionista dal 1993 al 2002, ottenne due successi da professionista, di cui il più significativo è una tappa della Setmana Catalana de Ciclisme quando riuscì a precedere al termine di una fuga a due lo spagnolo Francisco Cabello.
Colse i migliori risultati personali nella corse in linea del panorama ciclistico italiano, settimo al Giro del Lazio nel 1993,quarto al Giro dell'Appennino e terzo nel Criterium d'Abruzzo nel 1998, quarto al Trofeo Laigueglia nel 2002. Nelle corse a tappe i suoi migliori risultati furono quinto nella classifica generale della Vuelta a Galicia 1998, terzo alla Dekra Open Stuttgart 1999. Il suo miglior risultato nel campionato nazionale su strada fu decimo a Prato nel 1993. La sua stagione migliore fu comunque il 1995 quando, oltre a vincere la prima tappa della Setmana Catalana de Ciclisme, concluse al terzo posto il Rund um Köln e il Grand Prix de Wallonie e giunse settimo nella dura Classique des Alpes.
Uno dei suoi risultati più significativi lo raggiunse nel 2001 alla Clásica San Sebastián, gara di Coppa del mondo, che concluse undicesimo. In carriera ha preso parte a tutti e tre i Grandi giri svolgendo il ruolo di gregario per i capitani di turno. Il suo miglior piazzamento di tappa in un grande Giro lo colse sulle strade del Giro d’Italia 1997 nella ventesima tappa Brunico - Passo del Tonale classificandosi al quinto posto.

## Palmares
- 1992 (Ultimo anno Dilettanti, due vittorie internazionali)

Giro d'Oro
Giro del Piave
- 1995 (Brescialat, una vittoria)

1ª tappa Setmana Catalana de Ciclisme (Lloret de Mar > Lloret de Mar)
- 1997 (Ros Mary, una vittoria)

Giro della Provincia di Parma

## Piazzamenti

### Grandi Giri
- Giro d'Italia

1994: 90º
1996: 32º
1997: 54º
1999: 53º
- Tour de France

1995: ritirato (7ª tappa)
- Vuelta a España

1994: 98º

### Classiche monumento
- Milano-Sanremo

1995: 113º
1996: 124º
1998: 128º
- Liegi-Bastogne-Liegi

1995: 41º
2001: 103º
Giro di Lombardia
1993: 35º